# Mata (Cantabria)
Mata es un núcleo urbano del municipio de San Felices de Buelna (Cantabria, España). En el año 2023 contaba con una población de 483 habitantes (INE), siendo así la más habitada de este municipio. Se encuentra situada a 78 m s. n. m., y a 1,8 km al este de la capital municipal, Rivero. Celebra la Virgen del Carmen el 16 de julio. Es una de las localidades que se integró en el primer ayuntamiento constitucional de San Felices, en 1822.
En esta localidad hay una encina catalogada como “árbol singular”. La «encina de Mata» se encuentra junto a la carretera. Se le calculan varios siglos de antigüedad. Lo más destacado de su patrimonio arquitectónico es la casa-palacio de los Condes de las Bárcenas, del siglo XVIII, que tiene una portalada con blasón y una fachada de sillería con soportal de dos arcos de medio punto. Hay otras casas solariegas, como la antigua casona de los Campuzano.
- Datos: Q6005635